# Kepler-51
Kepler-51 — звезда в созвездии Лебедя. Находится на расстоянии около 2814 световых лет (802 ± 14 парсек) от Солнца. Вокруг звезды обращаются, как минимум, 3 планеты.

## Характеристики
Kepler-51 представляет собой солнцеподобную звезду спектрального класса G2V, примерно равную по размерам Солнцу. Впервые в астрономической литературе упоминается в каталоге 2MASS, опубликованном в 2003 году. Масса звезды приблизительно равна массе Солнца (0,985 ± 0,012), а радиус составляет 0,881 ± 0,011 радиуса Солнца, плотность — 2,03 ± 0,08 г/см³. Температура поверхности звезды составляет приблизительно 5803 кельвинов. Период вращения Kepler 51 равен 8,222 ± 0,007 дня.

## Планетная система
У звезды находится три подтверждённых планеты. Все они были обнаружены в 2012 году. Kepler-51 d была подтверждена лишь в 2014 году. Все три планеты имеют чрезвычайно низкую плотность, менее 0,1 г/см³. Их отнесли к особому классу планет с низкой плотностью super-puff.